# 胡耀辉
胡耀輝，香港电影、导演、编剧。导演作品有《一路向西》、《猛龍特囧》、《情感反詐模擬器》, 编剧作品《3D肉蒲团之极乐宝鉴》。1999年香港新城電台創作總監。胡耀辉2012年與張暖雅结婚。

## 導演作品
- 一路向西 2012
- 猛龍特囧 2015
- 阿龍 2025
- 情感反诈模拟器  2025

## 外部連結
- 胡耀辉在香港影庫上的簡介